# Белов, Максим Васильевич
Максим Васильевич Белов (бел. Максім Васілевіч Бялоў; род. 23 апреля 1999, Ли́да, Гродненская область) — белорусский футболист, вратарь гродненского «Немана».

## Клубная карьера

### «Днепр» Могилёв
В 2016 году начал профессиональную карьеру в «Днепре» из Могилёва, отыграв за него два матча в Первой лиге, в которых выходил на замену в конце встреч. В следующем году после выхода могилевской команды в Высшую лигу, он начал выступать за дубль клуба. Также изредка участвуя в основной команде в качестве третьего вратаря. Дебютировал в Высшей лиге 24 ноября 2018 года, сыграв все 90 минут в матче против минского «Динамо» (0:3).
В феврале 2019 года, после того как стало известно о слиянии «Днепра» с «Лучом», он поехал на просмотр в объединенный клуб, позже был на просмотре в бобруйской «Белшине». В марте того же года он официально стал игроком объединенной команды, которая получила название «Дняпро». В составе могилевского клуба он снова стал играть за дубль.

### «Шахтёр» Солигорск
В феврале 2020 года Белов подписал контракт с солигорским «Шахтёром». Сезоне 2020 играл за дубль клуба. В январе 2021 года он продлил контракт с «горняками». Выступал преимущественно за дублирующий состав солигорского клуба. В мае 2021 года покинул клуб, в связи со срочной службе в армии. По окончании службы вернулся в солигорский клуб, где продолжил выступать за дублирующий состав «горняков».

### «Неман» Гродно
В марте 2023 года футболист перешёл в гродненский «Неман», с которым заключил контракт сроком на 3 года. Дебютировал за клуб 5 марта 2023 года в матче Кубка Беларуси против «Витебска». Первый матч в чемпионате сыграл 2 апреля 2023 года против солигорского «Шахтёра». В июле 2023 года футболист вместе с клубом отправился на квалификационные матчи Лиги конференций УЕФА. Во втором квалификационном раунде по итогу матчей одержал победу над мальтийским клубом «Бальцан» и вышел в следующий этап, однако сам футболист все матчи провёл на скамейке запасных. В рамках третьего квалификационного раунда футболист вместе с клубом уступил словенскому клубу «Целе» и закончил своё выступление в рамках  еврокубкового турнира. По итогу сезона футболист стал серебряным призёром чемпионата.
Новый сезон за клуб футболист начал 3 марта 2024 года с четвертьфинального матча Кубка Беларуси против «Минска». Первый матч в чемпионате футболист сыграл 16 марта 2024 года против новополоцкого «Нафтана».

## Статистика
| Сезон | Дивизион | Клуб               | Страна   | Матчи | Голы |
| ----- | -------- | ------------------ | -------- | ----- | ---- |
| 2016  | Д2       | Днепр (Могилёв)    | Беларусь | 2     | 0    |
| 2017  | дубль    | Днепр (Могилёв)    | Беларусь | 20    | −31  |
| 2018  | Д1       | Днепр (Могилёв)    | Беларусь | 2     | −6   |
| 2019  | дубль    | Дняпро             | Беларусь | 27    | −45  |
| 2020  | дубль    | Шахтёр (Солигорск) | Беларусь | 16    | −19  |

## Достижения
«Шахтёр» Солигорск
- Обладатель Суперкубка Беларуси: 2021

«Неман» Гродно
- Обладатель Кубка Беларуси (2): 2023/24, 2024/25